# Việt Nam Giải phóng quân
Việt Nam Giải phóng quân là lực lượng quân sự chủ lực của Việt Minh từ tháng 5 đến tháng 9 năm 1945, được thành lập ngày 15 tháng 5 năm 1945, thống nhất từ các đơn vị Việt Nam Tuyên truyền giải phóng quân, Cứu quốc quân cùng các tổ chức vũ trang cách mạng tập trung của cả nước Việt Nam, theo nghị quyết của Hội nghị quân sự Bắc kỳ (tháng 4 năm 1945) tại hiệp Hòa,Bắc Giang.
Bộ tư lệnh đầu tiên của Việt Nam Giải phóng quân gồm: Chính trị viên Chu Văn Tấn, Chỉ huy trưởng Võ Nguyên Giáp, và Trần Đăng Ninh. Lực lượng bộ đội chủ lực của tổ chức này lúc đầu có 13 đại đội. Ở một số tỉnh, huyện cũng tổ chức nhiều trung đội, đại đội Giải phóng quân khác. Đội viên mới bổ sung vào Giải phóng quân phần lớn là nông dân, là du kích, tự vệ được lựa chọn từ các cơ sở cách mạng và ít nhiều đã trải qua chiến đấu. Nhiều thanh niên công nhân và học sinh cứu quốc ở các đô thị cũng hăng hái vào Giải phóng quân. Giải phóng quân xuất bản tờ Quân giải phóng từ ngày 5 tháng 8 năm 1945 để tuyên truyền, giáo dục các lực lượng vũ trang cách mạng.
Hình thức tổ chức tam tam chế đã được áp dụng vào Giải phóng quân với sự thống nhất mỗi tiểu đội gồm 12 người. Bộ đội lúc bấy giờ đã có hàng nghìn khẩu súng, có cả súng máy, súng cối 60 li, có xưởng sửa chữa, chế tạo vũ khí thô sơ.
Sau khi nhà nước Việt Nam Dân chủ Cộng hòa thành lập (2 tháng 9 năm 1945), Hồ Chí Minh đã ra chỉ thị chấn chỉnh, mở rộng và đổi tên Việt Nam giải phóng quân thành Vệ quốc đoàn - quân đội chủ lực của quốc gia Việt Nam Dân chủ Cộng hòa.